# Wall of Eyes
Wall of Eyes — второй студийный альбом британской рок-группы The Smile, выпущенный 26 января 2024 года на лейбле XL Recordings. Запись альбома проходила в Оксфорде и Abbey Road Studios (Лондон), с продюсером Сэмом Петтс-Дэвисом.
The Smile записали материал во время гастрольных туров в поддержку своего дебютного альбома A Light for Attracting Attention (2022). После выпуска сингла «Bending Hectic» в июне 2023 года, группа анонсировали новый альбом синглом «Wall of Eyes» в ноябре, а затем «Friend of a Friend» в январе. Видеоклипы на песни «Wall of Eyes» и «Friend of a Friend» были сняты Полом Томасом Андерсоном.

## Отзывы критиков
| Совокупная оценка | Совокупная оценка |
| Источник          | Оценка            |
| ----------------- | ----------------- |
| AnyDecentMusic?   | 8.5/10            |
| Metacritic        | 82/100            |
| Оценки критиков   |                   |
| Источник          | Оценка            |
| AllMusic          | [ 7 ]             |
| Exclaim!          | 6/10              |
| The Guardian      | [ 9 ]             |
| The Independent   | [ 10 ]            |
| The Irish Times   | [ 11 ]            |
| Uncut             | 9/10              |
| NME               | [ 13 ]            |
| Rolling Stone     | [ 14 ]            |
| Pitchfork         | 8.5/10            |
| Financial Times   | [ 16 ]            |

Альбом получил хвалебные отзывы от критиков; его рейтинг на сайте-агрегаторе Metacritic составляет 82 баллов из 100 на основе 26 рецензий, что соответствует «всеобщему признанию». Крис Девилл из Stereogum писал, что запись «менее взрывная», чем A Light for Attracting Attention, и «выделяется тем, что его песни напоминают скорее нарост живого организма, чем композиции, собранные по кусочкам». Он описал The Smile как "веселый этап" для Йорка и Гринвуда, но выразил надежду на возвращение Radiohead и сказал, что The Smile продемонстрировала, какой вклад вносят другие участники Radiohead .
Имон Суини из The Irish Times написала, что «Йорк и Гринвуд создали ещё одну классику», и что Wall of Eyes обладает «замечательной, мрачной величественностью», напоминающей альбом Radiohead 2016 года A Moon Shaped Pool. Главный музыкальный критик The Guardian Алексис Петридис выбрал альбом Wall of Eyes в качестве альбома недели, отметив, что это «образная и захватывающая вещь, одна из лучших, к которым Йорк и Гринвуд приложили руку за последние десять лет». Журнал Consequence выбрал «Wall of Eyes» своей песней недели, описав её как «головокружительно танцевальную и легко наслаждающуюся, звук трёх безграничных музыкантов, у которых достаточно идей, чтобы охватить несколько жизней». Pitchfork назвал запись «лучшей новой музыкой».

## Список композиций
Слова и музыка всех песен – Том Йорк, Джонни Гринвуд и Том Скиннер.
| №                   | Название             | Длительность |
| ------------------- | -------------------- | ------------ |
| 1.                  | «Wall of Eyes»       | 5:05         |
| 2.                  | «Teleharmonic»       | 5:10         |
| 3.                  | «Read the Room»      | 5:14         |
| 4.                  | «Under our Pillows»  | 6:14         |
| 5.                  | «Friend of a Friend» | 4:35         |
| 6.                  | «I Quit»             | 5:32         |
| 7.                  | «Bending Hectic»     | 8:03         |
| 8.                  | «You Know Me!»       | 5:22         |
| Общая длительность: | Общая длительность:  | 45:16        |